# Ваља Ларга (Алба)
Ваља Ларга (рум. Valea Largă) насеље је у Румунији у округу Алба у општини Салчуа. Oпштина се налази на надморској висини од 549 m.

## Становништво
Према подацима из 2002. године у насељу је живело 142 становника, од којих су сви румунске националности.